# Setina
Setina é um gênero de traça pertencente à família Arctiidae.